# Ibn Tafragin
Abu-Muhàmmad Abd-Al·lah ibn Tafrajin (àrab: أبو محمد عبد الله بن تافراجين, Abū Muḥammad ʿAbd Allāh b. Tāfrājīn), més conegut senzillament com Ibn Tafrajin (?-1364), fou un xeic almohade d'Ifríqiya, al servei dels hàfsides.
Cap a l'any 1330 va ascendir a les més altes posicions en el govern hàfsida de Abu-Yahya Abu-Bakr i el 1343 va esdevenir el camarlenc principal. Des del seu càrrec va afavorir l'estrenyiment de relacions amb els marínides i l'ascens de la influència del gendre de l'emir hàfsida, Abu-l-Hàssan, emir marínida de Fes. En aquest moment els marínides eren els veïns directes dels hàfsides després que s'haguessin annexionat l'estat abdalwadita de Tlemcen.
A la mort de l'emir Abu-Yahya Abu-Bakr, el 1346, el va succeir el seu fill Abu-l-Abbàs Àhmad i Ibn Tafrajin va romandre al front de l'administració. Tanmateix, al cap d'uns mesos de govern, un germà de l'emir, Abu-Hafs ibn Abi-Bakr, el va assassinar i es va proclamar al seu lloc i Ibn Tafrugin va perdre el seu càrrec. Immediatament, l'emir marínida de Fes, Abu-l-Hàssan, cunyat del nou emir, va envair el país (1347) i no va trobar resistència. Ibn Tafrajin el va afavorir, però els errors de govern d'Abu-l-Hàssan el van obligar a sortir precipitadament d'Ifríqiya i el poder va passar a mans de xeics almohades, i entre ells Ibn Tafrajin, que era el més influent. Ibn Tafrajin va fer proclamar emir al-Fadl Àhmad II, que era governador de Bona, el desembre de 1349.
Ibn Tafrajin no es va entendre amb el nou emir i, com que volia més poder, el va deposar l'any següent i va proclamar a un germà seu menor d'edat, Abu-Ishaq Ibrahim, en nom del qual va governar del 1350 al 1364.
Va morir el 1364.